# Kirishimoopsis sakamotoi
Kirishimoopsis sakamotoi là một loài bọ cánh cứng trong họ Cerambycidae.